# John Grefe
John Alan Grefe (n. 6 de septiembre de 1947 en Hoboken, Nueva Jersey - f. 22 de diciembre de 2013, en Berkeley, California) es un Maestro Internacional de ajedrez estadounidense. Su mejor resultado es un empate por la primera plaza con Lubomir Kavalek en el Campeonato de ajedrez de Estados Unidos de 1973. La FIDE le concedió el título de Maestro Internacional en 1975. Grefe y Stuart Rachels son los únicos jugadores en el Campeonato de EE. UU. desde 1948 en vencer (en solitario o conjuntamente) el campeonato de EE. UU. sin haber conseguido el título de Gran Maestro. Grefe en la época en la que ganó el campeonato vivía en Berkeley (California) y era seguidor del Guru Maharaj Ji.
Antes de ganar el campeonato nacional, Grefe había tenido muchos éxitos en torneos por sistema suizo en Estados Unidos. Empató por la octava plaza en los campeonatos abiertos de Estados Unidos de 1969 y 1971, empató por la primera en 1971 en el National Open, terminó 4º-5º en el torneo Lone Pine de 1971 y 4º-6º en 1973 y terminó sexto en el torneo abierto de Estados Unidos de 1973.
En la lista de enero de 2008 de la FIDE, Grefe tenía 2381 puntos de ELO.

## Partidas notables
Aquí está su decisiva victoria en el campeonato de EE. UU. de 1973 sobre Walter Browne (que después ganaría seis veces en Campeonato de EE. UU.):
Grefe-Browne, Campeonato de EE. UU. (1973)  1.e4 c5 2.Cf3 d6 3.d4 cxd4 4.Cxd4 Cf6 5.Cc3 a6 6.Ag5 e6 7.f4 Ae7 8.Df3 h6 9.Ah4 Dc7 10.0-0-0 Cbd7 11.Ae2 Tb8 12.Dg3 Tg8 13.Thf1 g5 14.fxg5 Ce5 15.Cf3 b5 16.Cxe5 b4 17.Cxf7 bxc3 18.gxf6 Txg3 19.fxe7 Tg5 20.Axg5 hxg5 21.Cxd6+ 1-0
Aquí está una brillante partida contra el veterano gran maestro Miguel Najdorf:
Grefe-Najdorf, Lone Pine (1976) 1.e4 e5 2.Cf3 d6 3.d4 Cf6 4.Cc3 Cbd7 5.Ac4 Ae7 6.O-O O-O 7.De2 c6 8.a4 Dc7 9.h3 exd4 10.Cxd4 Te8 11.Af4 Ce5 12.Ab3 Cfd7 13.Tad1 Af8 14.Ac1 Cc5 15.Aa2 d5 16.f4 Ced7 17.e5 Cb6 18.a5 Cbd7 19.Dh5 Ce6 20.Cf5 Dxa5 21.Tf3 Cb6 22.Tg3 g6 23.Dh4 Ca4 24.Txd5!? Db6+ A 24...cxd5, Shredder analiza 26.Cxd5 Ag7 27.Cxg7 Rxg7 28.Cf6 h5 29.f5 Th8 30.Cd7! Axd7 31.Df6+ Rg8 32.Rh2 seguido de Txg6+ o fxg6. 25.Ae3 Db4? Rybka considera el sacrificio de dama 25...Cxc3! 26.Axb6 Ce2+ 27.Rh2 axb6 favorable para las Negras. 26.Tb5! Cxc3 27.Txb4 Ce2+ 28.Rh2 Cxg3 29.Dxg3 Axb4 30.Ch6+ Rh8 31.f5! Cd8 32.fxg6 fxg6 33.Df4 Af8 34.Cf7+ Cxf7 35.Dxf7 Ae6 36.Axe6 Ag7 37.Ad4 Tad8 38.Ac3 b5 39.Ad7 Tf8 40.De7 1-0 (Análisis de www.chessgames.com)